# Kaiseki
Kaiseki (懐石), còn được gọi là "kaiseki-ryōri" (懐石料理 (Phụ Thạch Liệu Lí)) là một loại hình ẩm thực truyền thống của Nhật Bản. Loại hình này đòi hỏi người sắp xếp phải có những kỹ năng bài trí thực phẩm trong việc chuẩn bị một bữa ăn hoàn chỉnh, tương tự như loại hình haute của phương Tây.

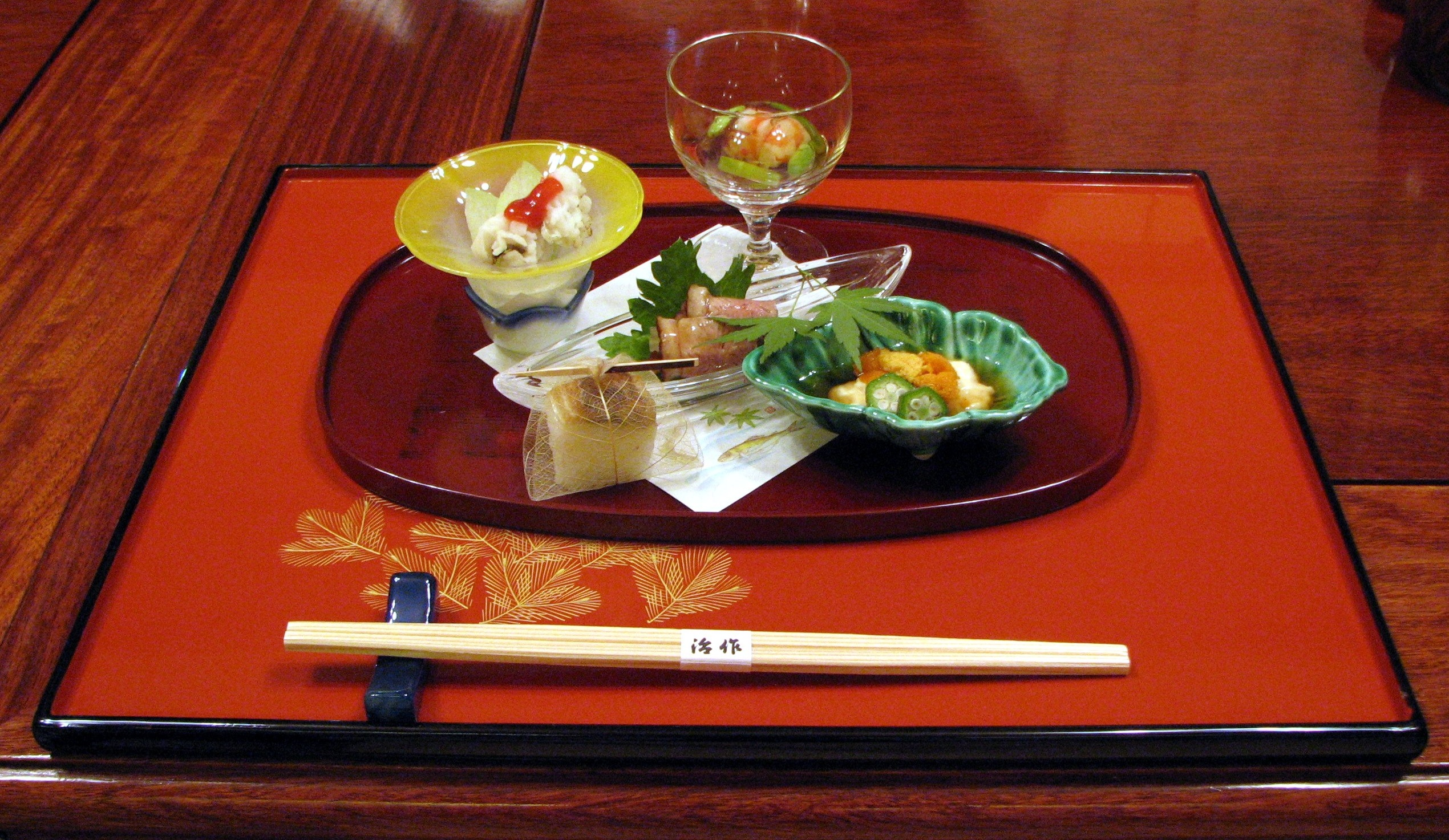
Kaiseki bao gồm một chuỗi các món ăn, mỗi món thường nhỏ và được sắp xếp một cách nghệ thuật

Theo phong cách truyền thống của Nhật Bản, có hai kiểu  bài trí thức ăn là kaiseki và kaiseki-ryōri . Ban đầu, thuật ngữ kaiseki được viết là "会席", còn kaiseki-ryōri được viết là "会席料理" , một từ ngữ chỉ thực đơn gồm các món ăn đã được chọn lọc từ trước, bài trí trên một chiếc khay đơn lẻ và được đem ra phục vụ cho từng thành viên trong một bữa ăn hay một buổi gặp mặt. Sau này, cả 2 thuật ngữ đều được viết thành "懐石" và "懐石料理" , đề cập đến một bữa ăn đơn giản mà chủ nhà của một chanoyu mang ra phục vụ khách trước khi dùng trà theo nghi lễ, do đó, chúng còn được gọi chung là cha-kaiseki (茶懐石)  . Sự phát triển của nền ẩm thực tân cổ điển có thể được lấy cảm hứng từ kaiseki.

## Phong cách bài trí

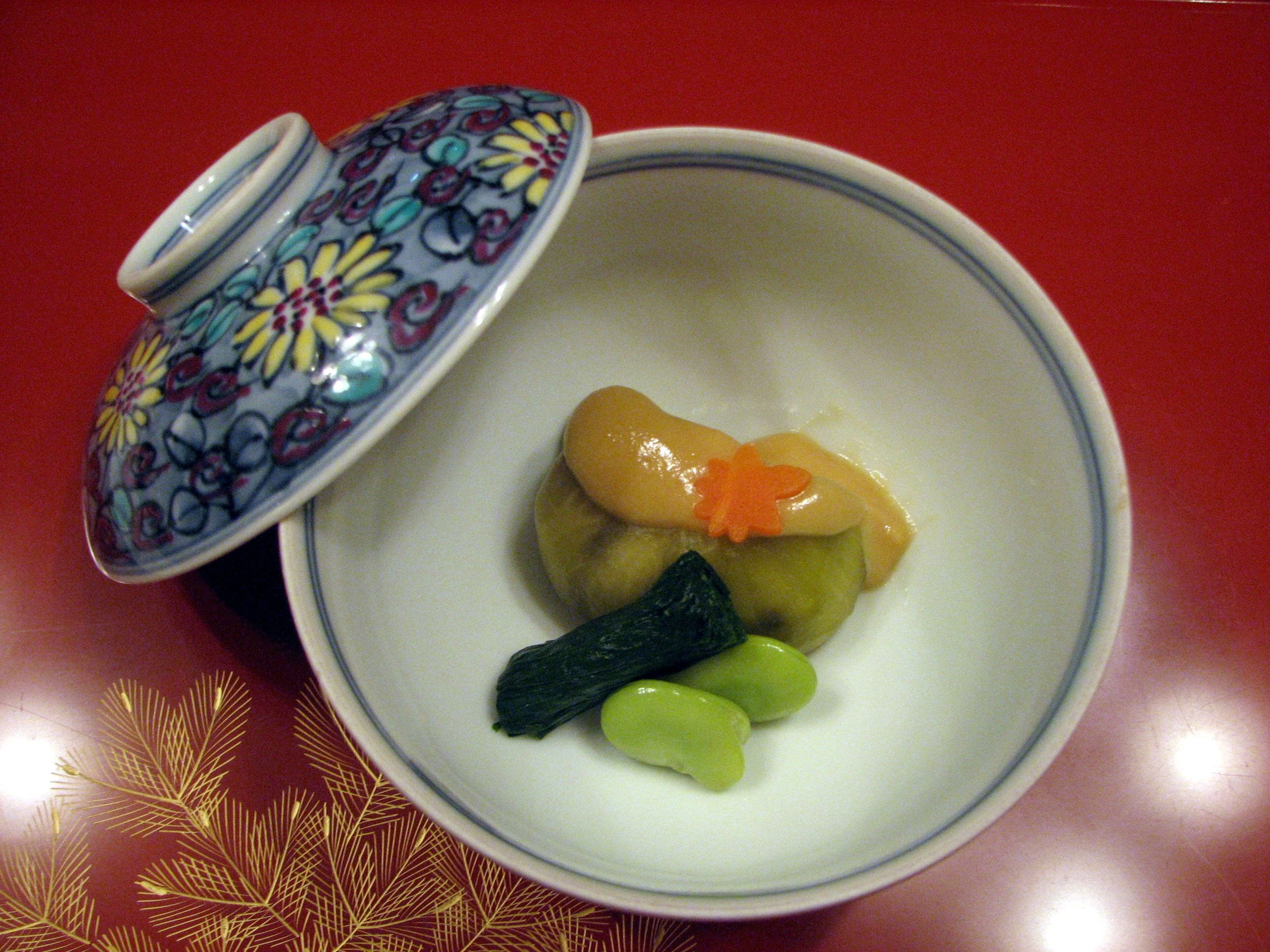
Các món ăn riêng lẻ thường có kích thước nhỏ và được sắp xếp một cách cân đối và cẩn thận.

### Những món ăn xuất hiện trong Kaiseki

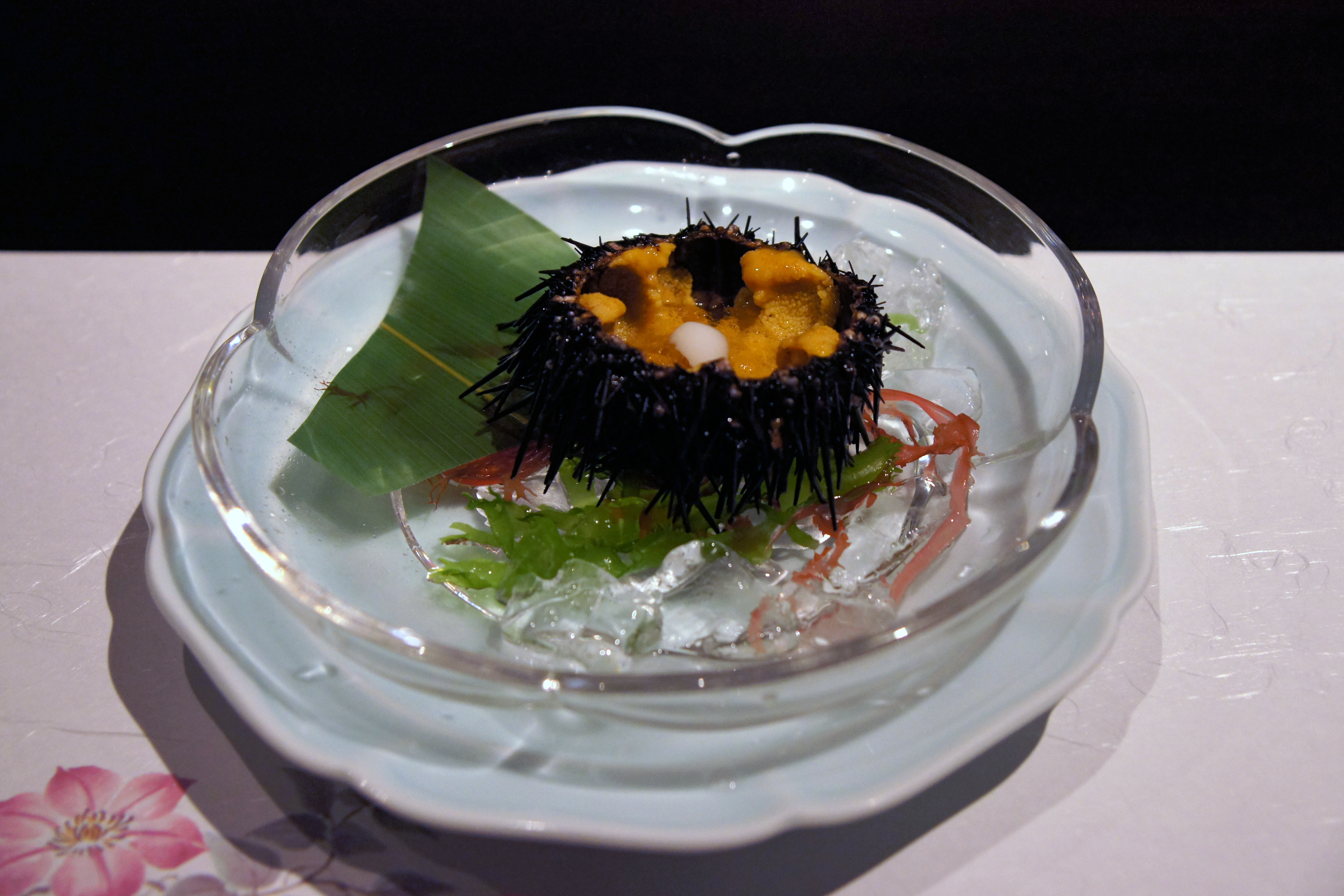
Sakizuke (先附)

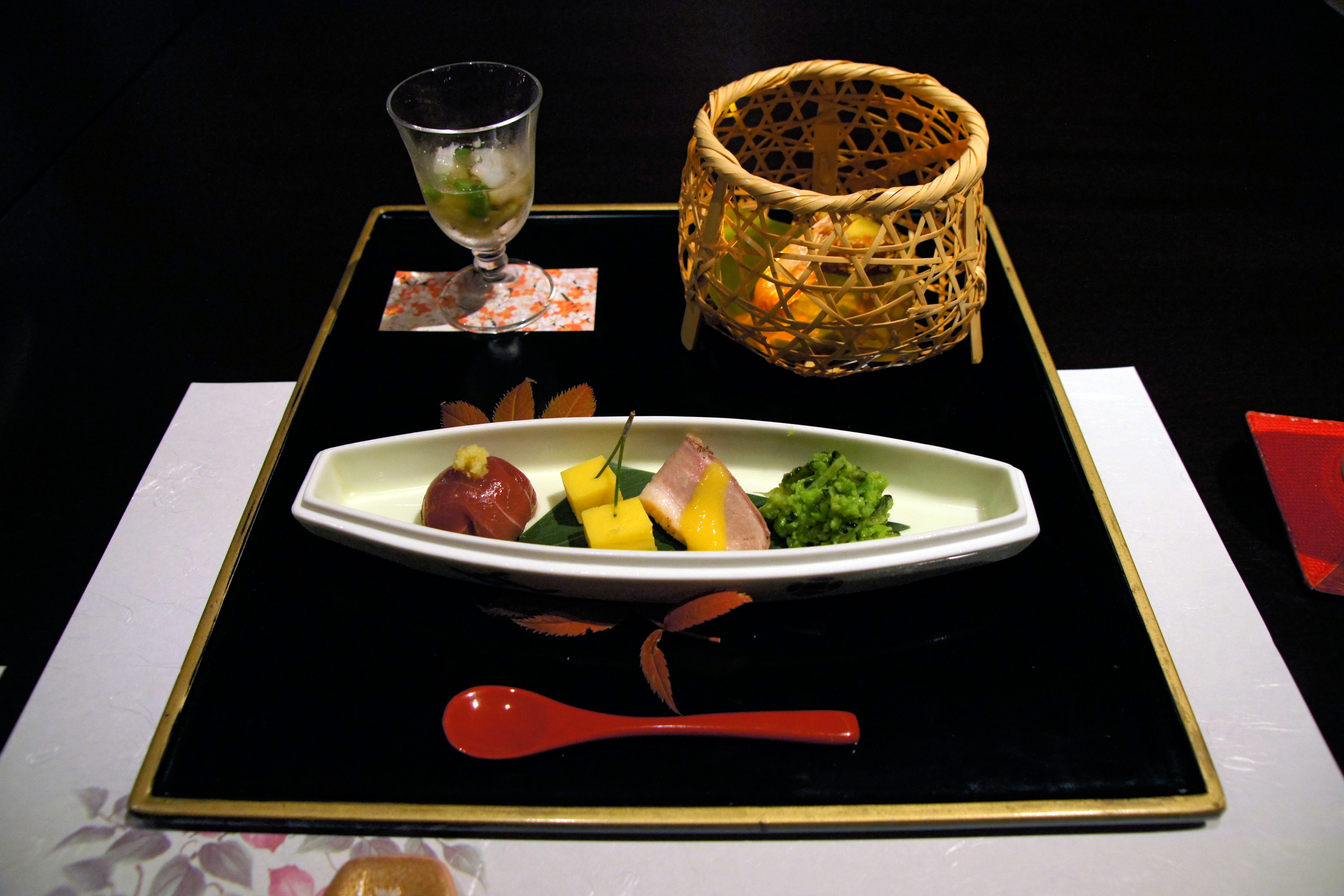
Hassun (八寸)

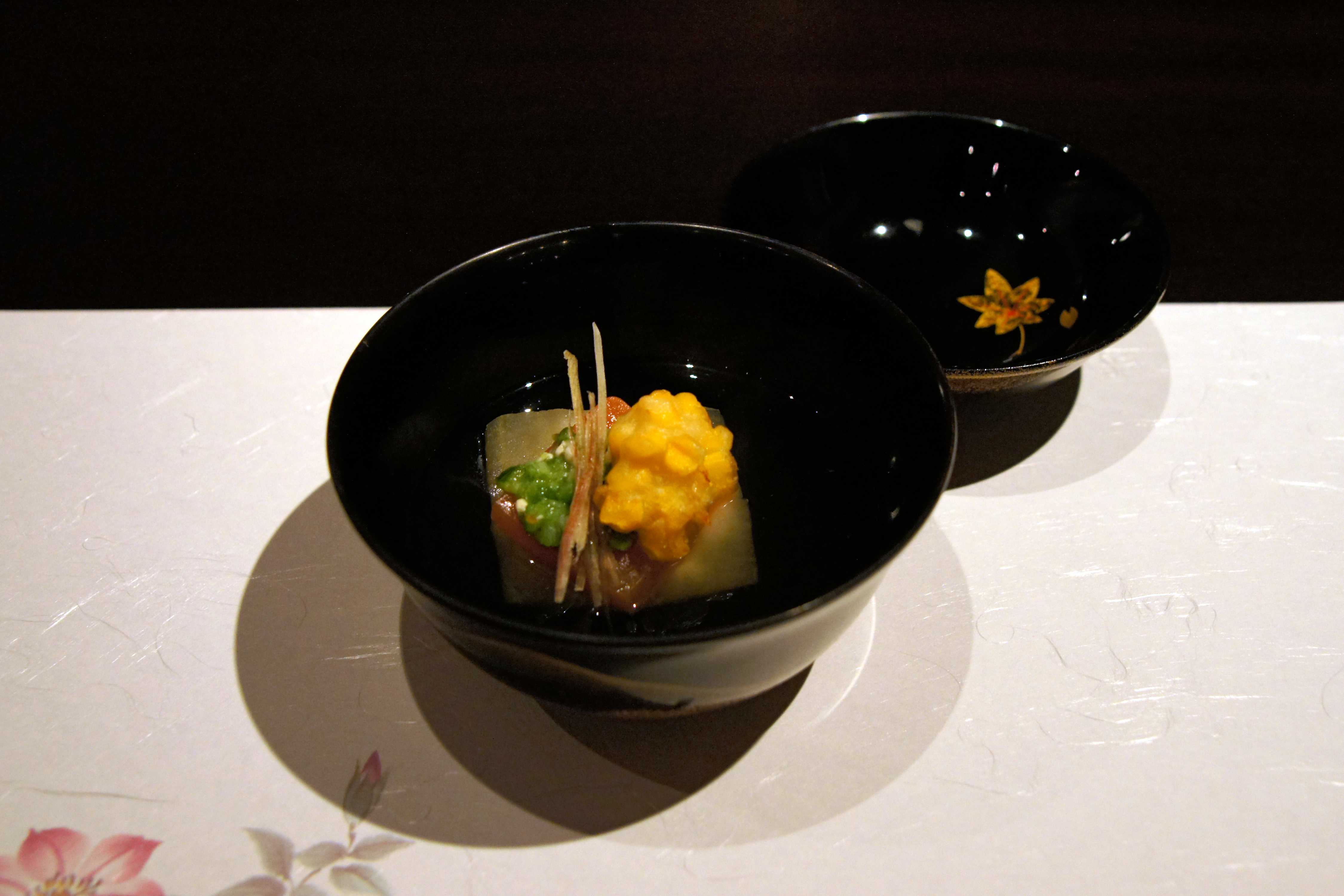
Owan (お椀)

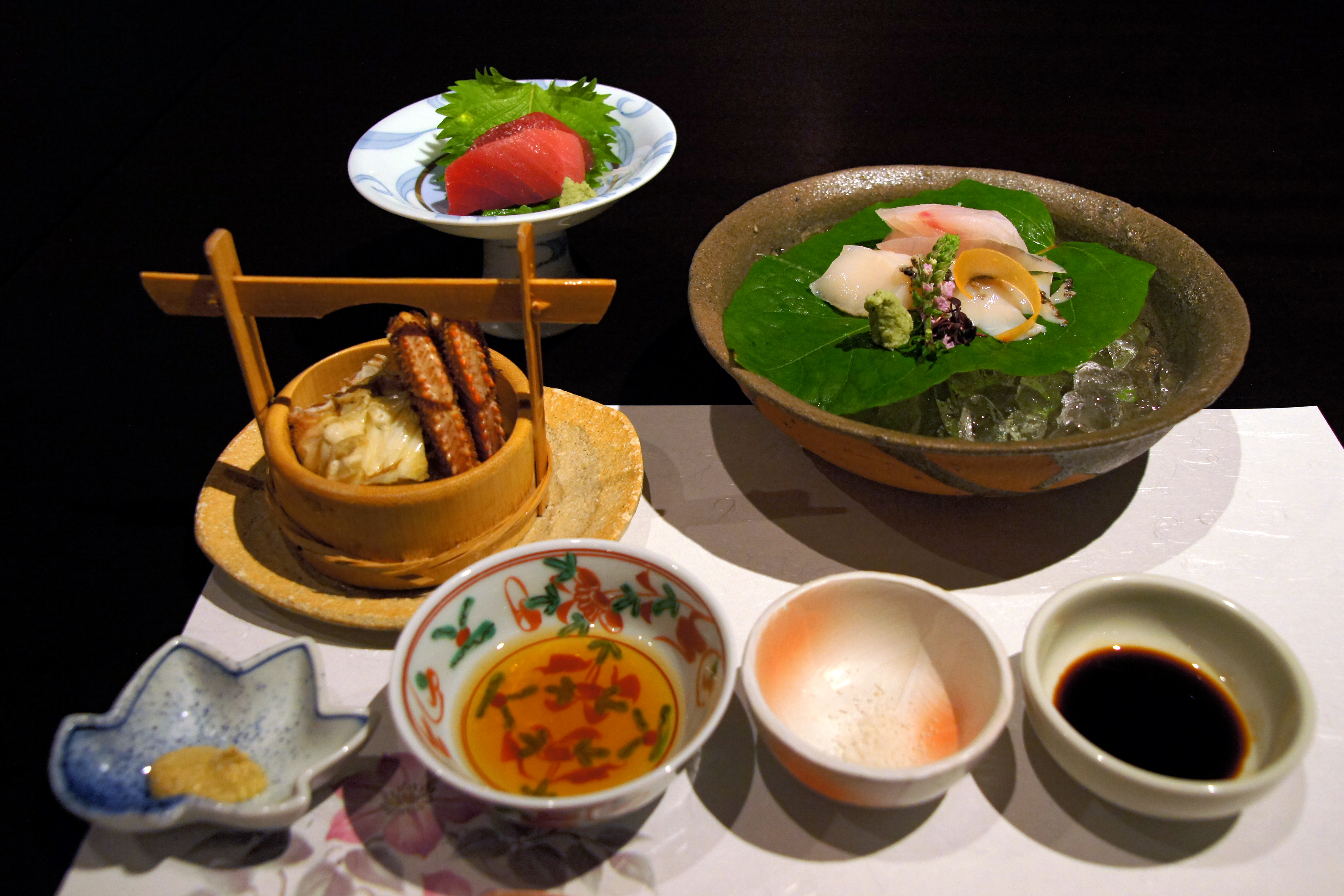
Otsukuri (お造り)

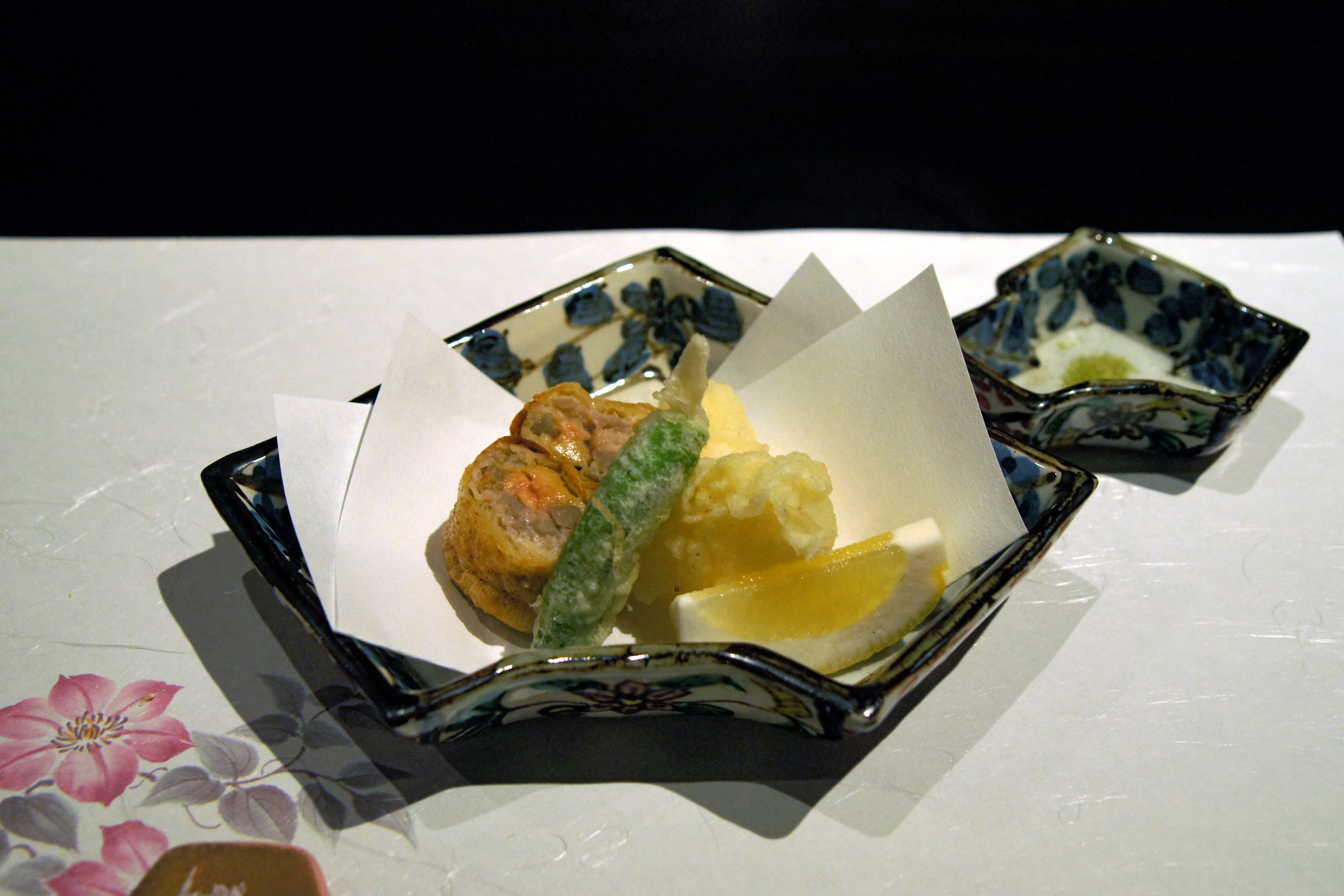
Agemono (揚げ物)

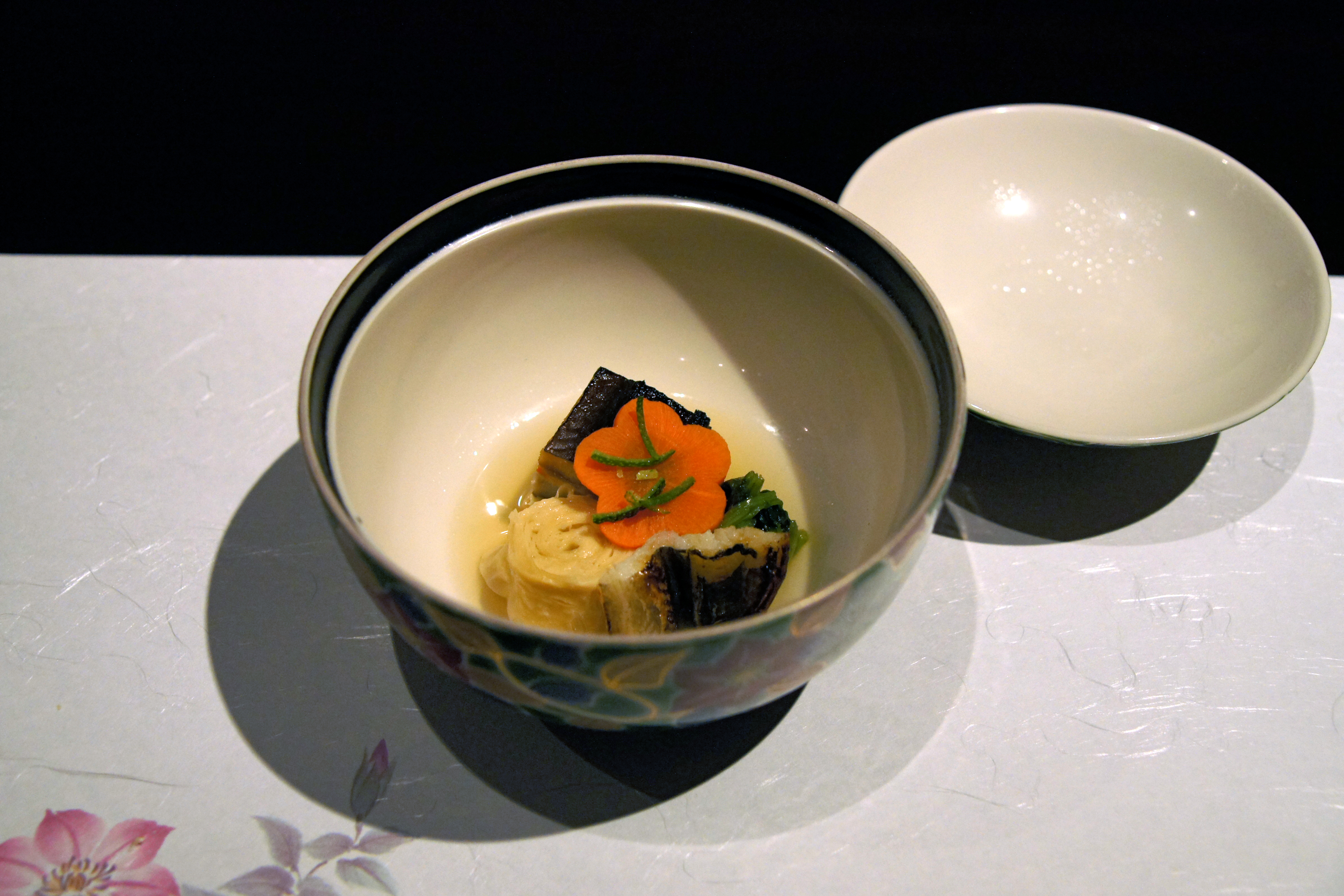
Futamono (蓋物)

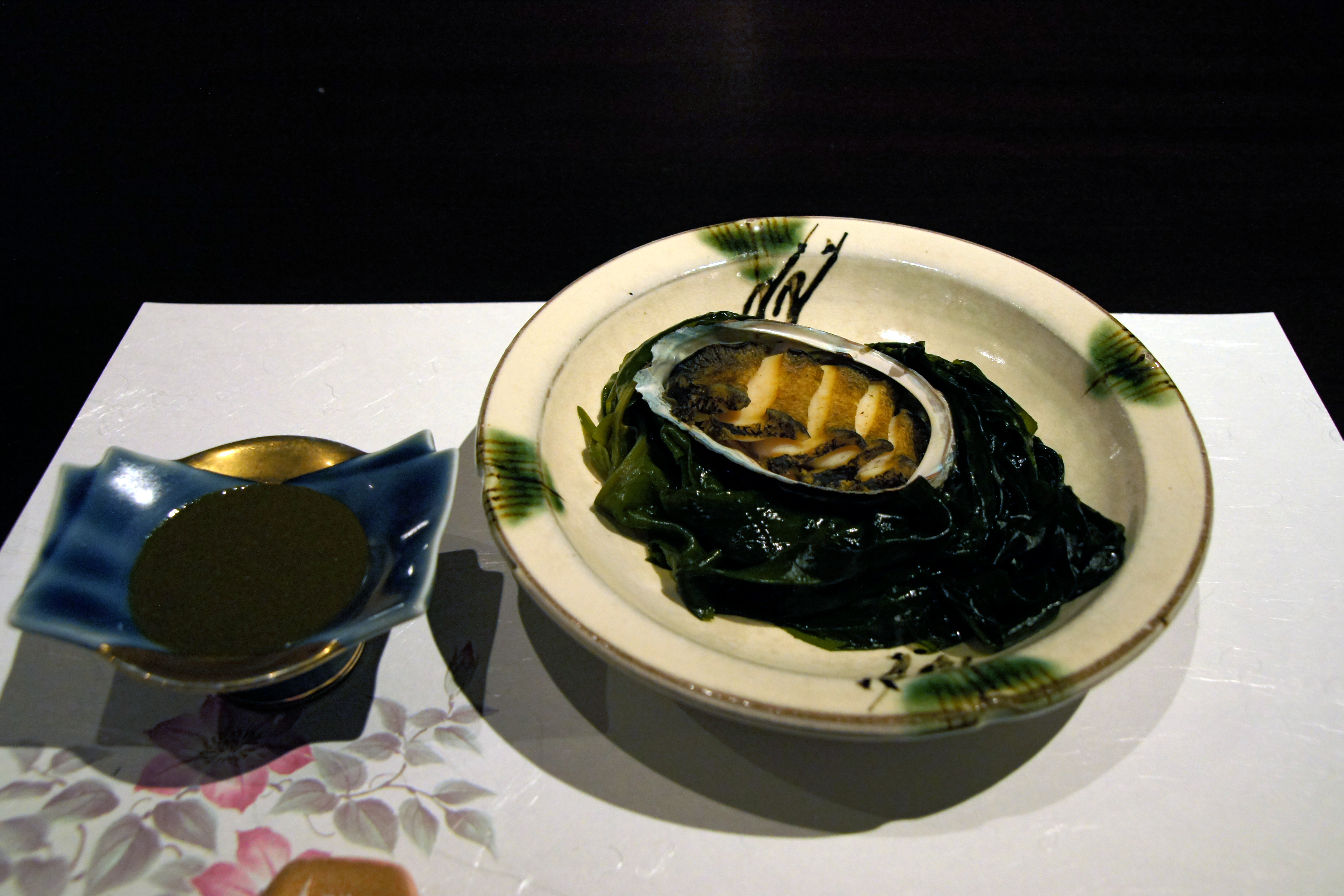
Dai no mono (台の物)

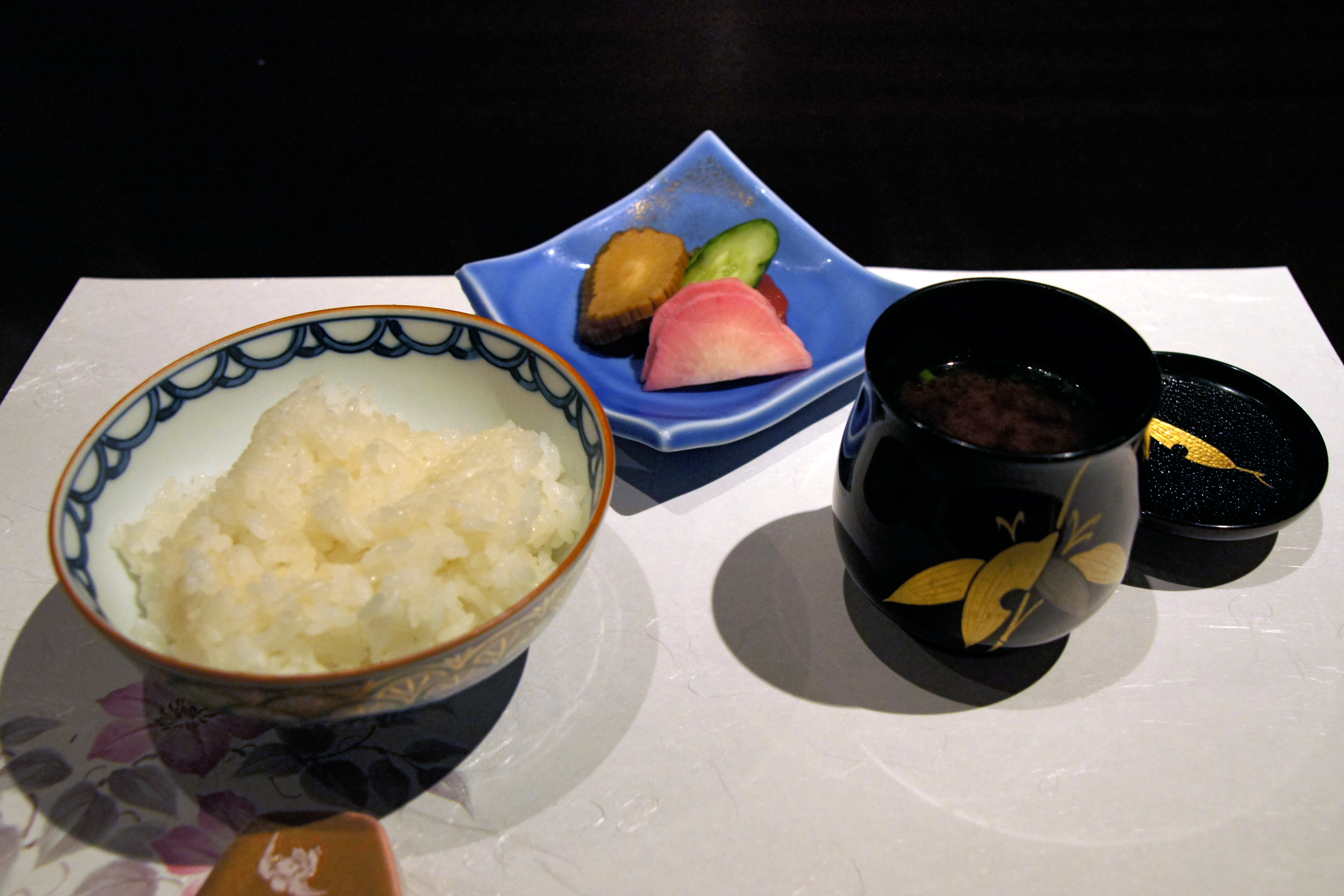
Gohan, Kō no mono, Tomewan (御飯・香の物・止椀)

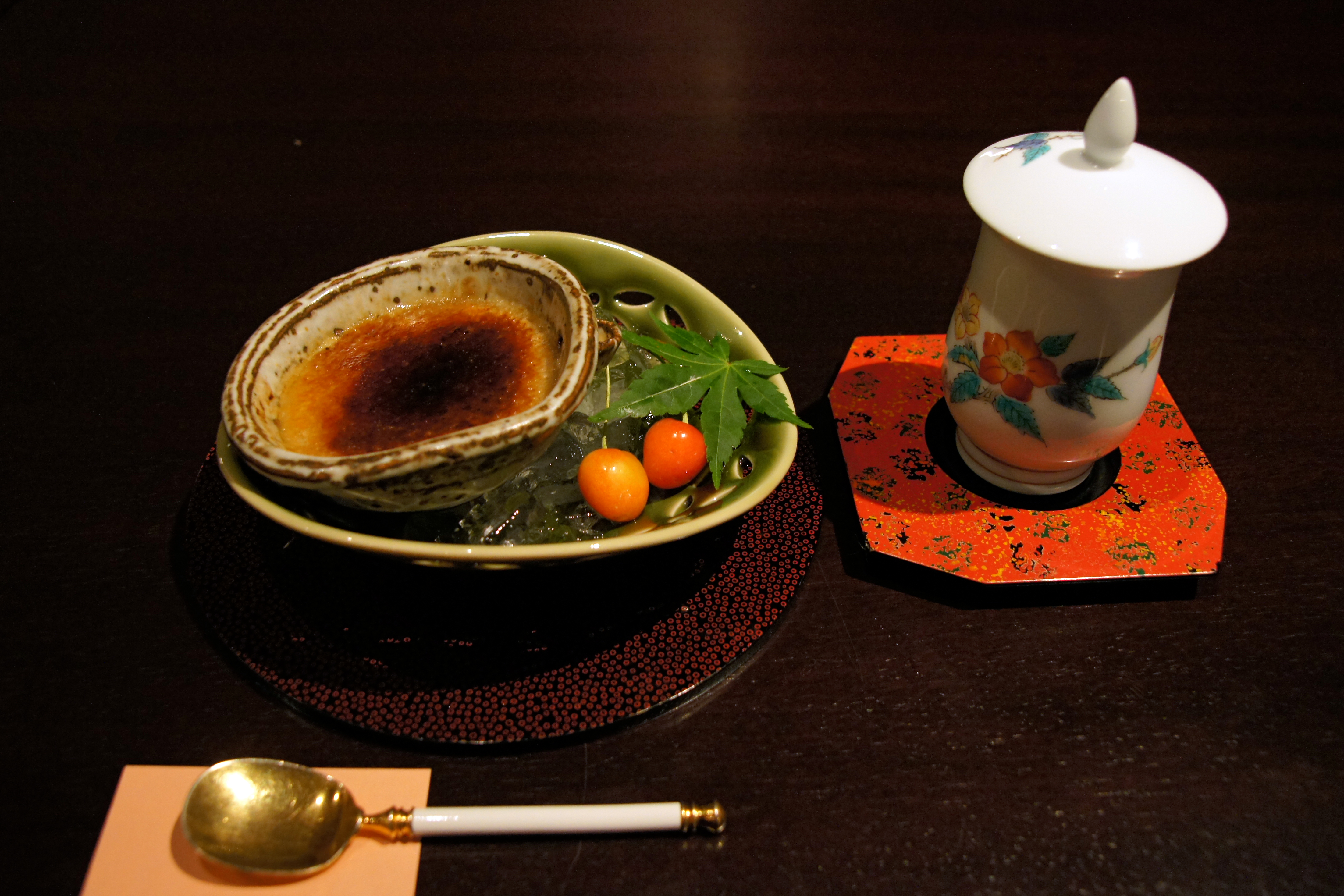
Mizumono (水物)